# Pennellia microsperma
Pennellia microsperma là một loài thực vật có hoa trong họ Cải. Loài này được (Rollins) R.A. Price, C.D. Bailey & Al-Shehbaz mô tả khoa học đầu tiên năm 2001.